# Al-Mas'ûdî
 (juin 2014).
Al-Mas'ûdî ou Al-Masudi ou Maçoudi (en arabe : علی بن حسین مسعودی Abū al-Ḥasan 'Alī ibn al-Ḥusayn ibn 'Alī al-Mas'ūdī), né à Bagdad à la fin du IXe siècle, mort à Fostat en septembre 956, est un encyclopédiste et polygraphe arabe, à l'apogée de l'islam classique. 
Ses Murūj adh-dhahab wa-ma'ādin al-jawhar (Prairies d'or et mines de pierres précieuses), resteront jusqu'au milieu du XVe siècle le manuel de référence des géographes et des historiens de langue arabe ou persane.

## Éléments biographiques
Il disait descendre de 'Abdūllah ibn Mas'ūd, compagnon du prophète Mahomet, et appartenait à la branche chi'ite de l'islam. Il est également classé par certains auteurs parmi les mutazilites. 
Il entreprit dès sa jeunesse de grands voyages : en Perse, puis en Inde vers 915 ; ensuite, sur les rives de l'océan Indien, à Ceylan, dans le sud de l'Arabie, sur la côte orientale de l'Afrique jusqu'à Zanzibar ; également autour de la mer Caspienne, en Palestine (il se trouvait à Tibériade en 926), en Syrie du Nord (il séjourna à Antioche). 
En 943, il était à Bassora. En 945, il séjournait à Damas. 
En 955, il se trouvait à Fostat où il rédigeait le Livre de l'avertissement. Selon l'historien Ibn Taghribirdi, il y mourut l'année suivante à un âge peu avancé. 
Le motif précis de tous ses voyages et leur financement ne sont pas connus.

## Œuvre

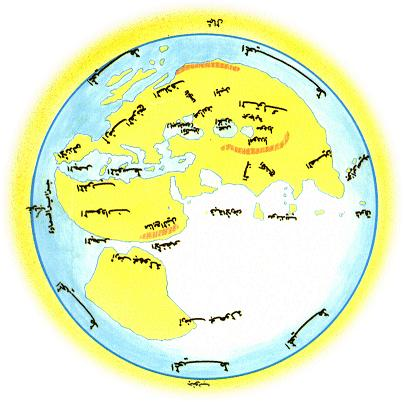
Carte du monde d'Al-Mas'ûdî.

En rapprochant la préface des Prairies d'or et certains passages du Livre de l'avertissement, on peut retrouver les titres de vingt-trois ouvrages qu'il composa. 
Le principal était une Histoire universelle (Akhbār az-zamān), qu'il entreprit en 943, sorte de vaste encyclopédie historico-géographique en trente livres. 
Ensuite il écrivit un Livre moyen (Kitāb al-awsat), complément du précédent, qui est un récit chronologique des événements de l'histoire humaine depuis la création du monde. 
Les Prairies d'or sont un abrégé en cent trente-deux chapitres de la matière contenue dans les deux compositions précédentes. 
Le Livre de l'avertissement et de la révision, son dernier ouvrage, en est un autre résumé bien plus mince (un cinquième environ), mais avec des compléments et perfectionnements sur certains points. 
Ces abrègements étaient destinés à faciliter la diffusion du contenu des deux premiers ouvrages.
Parmi les autres titres qu'il donne, on peut relever : le Livre de l'exposition des principes de la religion, le Discours sur les bases des croyances, le Livre du secret de la vie, l'Arrangement des preuves touchant les principes de la religion, le Livre des réflexions sur la qualité d'imam, le Livre de la sincérité, le Livre des diverses sortes de connaissance, le Mémorial. 
Il mentionne également plusieurs traités sur les sciences (physique, astronomie) ou disciplines occultes (divination), et des écrits sur la politique et l'organisation des États. Tout cela est perdu.
Ce qui subsiste principalement, ce sont Les Prairies d'or et mines de pierres précieuses (Murūj adh-dhahab wa-ma'ādin al-jawhar), ouvrage très répandu dans les siècles suivants, conservé dans de nombreux manuscrits, et le Livre de l'avertissement et de la révision (Kitāb at-tanbīh wa-l-ashrāf).
Il considérait Qays le Maronite comme le premier historien maronite important.

## Éditions
- Les Prairies d'or : publié en neuf volumes, bilingue arabe-français, sous l'égide de la Société asiatique, entre 1861 et 1877 (publication de l'Imprimerie nationale). Les auteurs de cette édition étaient Charles Barbier de Meynard et Abel Pavet de Courteille[2]. Plus récemment, Charles Pellat a révisé cette édition pour une nouvelle publication en sept volumes par la Librairie Orientale de Beyrouth (1966-1979).
- Livre de l'avertissement : texte arabe édité par Michael Jan de Goeje dans sa Bibliotheca Geographorum Arabicorum (vol. 7-8, Leyde, E. J. Brill, 1894). D'autre part, la Société asiatique en a confié une traduction française à Bernard Carra de Vaux (Paris, Imprimerie nationale, 1896).
- Abrégé des Merveilles[3] : traduit en français par Bernard Carra de Vaux-Saint-Cyr.